# Лубиа Поло
Лубиа Поло (на персийски: لوبیاپلو) е популярно персийско ястие. Приготвя се с ориз, зелен фасул, подправки, кайма, домати, лимон и шафран.
Оризът е най-често ядената храна в Иран. Има два начина за приготвяне на ориз в иранската кухня: поло и чело. Поло се състои от различни видове зеленчуци или месо, смесени с ориз, като Лубиа Поло. Докато чело е обикновен ориз, който се приготвя на пара и се сервира с различни видове кебапи или яхнии, като Фесенджан, Горме сабзи, Джудже кебап и други.
Традиционните персийски рецепти с ориз, включват и подготовка на оризова хрупкава коричка, която се образува на дъното на тигана или тенджерата. Този хрупкав ориз се нарича „тадиг“.